# Clinton Schifcofske
Clinton Schifcofske (Moranbah, 10 novembre 1975) è un ex rugbista a 13 australiano.
Precedentemente ha giocato per la squadra di rugby union irlandese Ulster nella Celtic League e per i Queensland Reds nel Super 14. Clinton in passato ha giocato a rugby league per i South Queensland Crushers, Parramatta Eels e i Canberra Raiders prima di spostarsi al Rugby Union.
La sua posizione preferita è estremo. È di origine polacca.

## Rugby league
Nel 2001 e nel 2004 Schifcofske è stato nominato giocatore dell'anno dei Raiders. Nel 2006 è diventato capitano. Nello stesso anno, a causa di un infortunio occorso a Karmichael Hunt, Schifcofske è stato scelto nei Queensland Maroons per la 2006 State of Origin Series. È stato il terzo estremo dei Maroons per questo campionato dopo che Matt Bowen si è infortunato durante il primo match. Durante la stagione 2006 ha deciso di passare al rugby a 15 firmando un contratto con i Queensland Reds.
I 1,604 punti segnati lo rendono il nono giocatore nella graduatoria dei migliori giocatori di Rugby a 13 australiani.

## Rugby union
La carriera di rugby a 15 di Clinton inizia quando i Queensland Reds lo invitano in un tour in Giappone dove Schifcoske si rende protagonista di una grande prestazione, e in virtù di questo viene selezionato in una squadra mondiale per giocare un test contro gli Springboks. Nonostante il tecnico avesse pianificato di usarlo come ala e calciatore, il grave infortunio occorso all'estremo Chris Latham lo indusse a far giocare Schifcoske nella sua posizione naturale di estremo. Nel 2007 ha rappresentato l'Australia A nella Pacific Nations Cup in tutte le 5 partite.
Nel 2008 il giocatore si trasferisce alla franchigia irlandese dell'Ulster, dove rimarrà fino al 2010.

## Ritorno al rugby league
Durante il Super League XV del 2010, Schifcofske ritorna al Rugby a 13, firmando per i Crusaders.  Dopo un grave infortunio occorso a Michael Witt, Schifcofske diventa il primo calciatore del team.  In 20 presenze per i Crusaders nel 2010, ha segnato 120 punti.